# Znojmo (zámek)
Zámek Znojmo je hrad přestavěný na zámek ve městě Znojmo. Dochovaná podoba je výsledkem především barokních úprav provedených v osmnáctém století. Zámecký areál je chráněn jako kulturní památka ČR.

## Historie
Hrad ve Znojmě byl postaven pravděpodobně po roce 1092, kdy vznikl samostatný znojemský úděl. Na přelomu dvanáctého a třináctého století byl přestavěn ve stylu vrcholně středověkých hradů. Na počátku patnáctého století hrad obsadili stoupenci markraběte Prokopa, kteří se v roce 1404 úspěšně ubránili při obléhání vévodou Albrechtem Rakouským a králem Zikmundem.
Královský hrad byl často zastavován šlechtickým majitelům, mezi které patřili Albrecht z Leskovce nebo Zdeněk z Roupova, kterému byl po bitvě na Bílé hoře zabaven za účast na stavovském povstání. Po roce 1710 nechal Maxmilián z Deblína přestavět starý hrad v barokním slohu. Po násilné smrti posledního příslušníka rodu byl zámek upraven na vojenskou nemocnici. Během adaptace získal pozdně klasicistní fasády. Později byla velká část hradního areálu poškozena vestavbou pivovaru.

## Stavební podoba
Z nejstarší stavební fáze hradu pochází rotunda svaté Kateřiny postavená v první polovině dvanáctého století, ale podoba ostatní zástavby v tehdejší době je nejasná. Na přelomu dvanáctého a třináctého století byla ostrožna oddělena vysekáním příkopu a v hradním jádře byla postavena válcová věž (bergfrit) o průměru jedenáct metrů, palác a románská kaple s protáhlou apsidou. Z nich se ve zdivu zámku dochovala pouze kaple a část obvodové zdi paláce. U brány do předhradí stávala osmiboká románská věž, která se zřítila v roce 1892. Věž dokládala kontakt stavitelů hradu s architekturou z okruhu Fridricha Štaufského.
Bergfrit byl před rokem 1523 snížen. Ve zdivu zámku se dochovaly další části gotických a renesančních budov, které byly v době barokní přestavby ve velmi špatném stavu. Při ní byla zástavba sjednocena do tří barokních křídel s krátkými přístavky na koncích.